# Westfries Archief
Het Westfries Archief is het regionaal historisch centrum van de gemeenten Drechterland, Enkhuizen, Hoorn, Koggenland, Medemblik, Opmeer en Stede Broec. De collectie van het archief omvat archieven, beeld- en geluidsmateriaal en een bibliotheek.